# Anton Rooskens
Anton Rooskens, né le 16 mars 1906 à Griendtsveen et mort le 28 février 1976 à Amsterdam, est un peintre néerlandais. Il a été aussi professeur à l'école Don Boscoschool d'Amsterdam. 

## Carrière
En 1948, il se rapproche du mouvement expérimental Experimentele Groep in Holland qui publie la revue Reflex, anticipant sur la revue Cobra (revue) qui allait paraître l'année suivante au Danemark, en  Belgique, puis aux Pays-Bas. Il est l'un des cofondateurs du mouvement CoBrA avec (entre autres) ses compatriotes Karel Appel et Corneille.

## Style
La peinture d'Anton Rooskens s'inspire largement de l'art primitif en particulier de l'art africain ainsi que du surréalisme intuitif de Joan Miró et d'André Masson. Le jeu de couleurs et de formes de ses toiles a indéniablement fourni une contribution importante au mouvement CoBrA. Plus tard il incorpore de plus en plus de signes et de symboles magiques dans ses toiles, surtout après 1954 où il fait un voyage en Afrique centrale. Après cette période africaine, il entame une phase expressionniste où il réagit aux menaces de la crise de Cuba avec une peinture plus dynamique. Au milieu des années 1960, il revient à des compositions plus colorées et plus caractéristiques du mouvement CoBrA.